# Furona corniculata
Furona corniculata là một loài bọ cánh cứng trong họ Cerambycidae.